# Авхаты
Авхаты (авхеты, евхеты, липоксаи у некоторых авторов) — согласно Геродоту, скифское племя, произошедшее от Липоксая, старшего сына Таргитая. Согласно Плинию Старшему, «внутрь материка живут авхеты, во владениях которых берёт начало Гипанис». В верховьях Гипаниса в скифское время было много памятников, богато насыщенных разнообразным античным импортом, что объяснялось прямым и коротким путём, соединявшим эту землю экспортёров хлеба с Ольвией. Это обстоятельство объясняет позднее свидетельство Валерия Флакка о богатстве легендарного Авха, родоначальника авхатов. Тесно соседствовали с паралатами.